# Colin Rourke
Pour les articles homonymes, voir Rourke.
Colin Patrick Rourke (né le 1er janvier 1943 à Altrincham et mort le 18 décembre 2024,) est un mathématicien britannique qui a travaillé en topologie géométrique.

## Carrière
Rourke obtient sa licence en mathématiques à l'Université de Cambridge en 1963 et son doctorat à Cambridge en 1966 sous la direction d'Erik Christopher Zeeman. La même année, il devient membre du Trinity College de Cambridge. De 1964 à 1967, il est d'abord assistant lecturer puis lecturer  au Queen Mary College de l'université de Londres. En 1967-1968, il séjourne à l'Institute for Advanced Study. À partir de 1968, il est d'abord lecturer puis reader à l'Université de Warwick, où il dirige le département de mathématiques de 1992 à 1995. Il enseigne à l'Open University à partir de 1976, ce qui a donné lieu à plusieurs séries de conférences enregistrées à la télévision. Il a également été chercheur invité à l'Université du Wisconsin à Madison .

## Recherche
Son théorème de compression avec Brian Sanderson à la fin des années 1990 crée une nouvelle approche de la théorie topologique différentielle des immersions de variétés lisses introduite par Stephen Smale et Morris Hirsch à la fin des années 1950. Avec Sanderson et Roger Fenn il a donné une nouvelle classification des entrelacs (via les rack spaces ).. 
En 1986, il fait la une des journaux pour une tentative, finalement infructueuse, avec Eduardo Rego (Université de Porto) de prouver la conjecture de Poincaré. 
L'une de ses étudiantes au doctorat est Jenny Harrison . Il a aussi travaillé en étroite collaboration avec Brian Sanderson et Roger Fenn à Warwick.

## Prix et distinctions
En 1970, Colin Rourke est conférencier invité au Congrès international des mathématiciens de Nice (titre de sa communication : « Block structures in geometric and algebraic topology »).
Iil a été rédacteur fondateur, àpartir de 1996, du périodique Geometry and Topology (avec Robion Kirby, Brian Sanderson, John Jones) et également rédacteur fondateur de Algebraic and Geometric Topology avec Joan Birman et Haynes Miller .

## Autres contributions
Colin Rourke s'est également intéressé à la cosmologie, et a proposé un modèle cosmologique sans Big Bang (le décalage vers le rouge est expliqué comme un effet des trous noirs supermassifs dans les galaxies) .  Son modèle est potentiellement infini dans le temps et dans l’espace, mais il a vu la preuve d’un cosmos fini.

## Publications
- avec Sanderson :  Introduction to piecewise-linear topology, Springer 1972, 1982